# Armallones
Armallones es un municipio y localidad española de la provincia de Guadalajara, en la comunidad autónoma de Castilla-La Mancha. El término municipal, ubicado dentro del parque natural del Alto Tajo, en una zona de alto valor medioambiental, tiene una población de 54 habitantes (INE 2024). 

## Geografía
Armallones se encuentra a una altitud de 1205 m sobre el nivel del mar. Su clima se caracteriza por inviernos muy fríos (en los meses de diciembre y enero la temperatura suele estar por debajo de 0 °C) y veranos cortos y moderados. El término municipal de Armallones tiene una extensión de 77,18 km².
Cerca de la localidad se encuentra el hundido de Armallones, un cañón que se formó en la primera mitad del siglo XVI como consecuencia de un corrimiento de tierra producido por una fuerte subida de agua que provocó un derrumbe rocoso sobre el cauce del río Tajo. Las enormes piedras que cayeron sobre el río formaron cascadas y pozas de agua cristalina. En pleno hundido existe un pequeño refugio, y a pocos metros de él una fuente que suele dar abundante agua potable en ciertas épocas del año.

## Historia
En el pasado en la localidad se producía  aguarrás y pez griega. En el Catastro del Marqués de la Ensenada, de 20 de diciembre de 1753, Armallones declara que el común de la villa recibe 300 reales por los pinos que arrienda a algunos vecinos y forasteros para sacar resina, que posee tres hornillos propios para fabricar pez griega, miera y aguarrás. Que los arrienda a algunos vecinos del pueblo. Que hay otros tantos vecinos que también los tienen, de entre ellos cinco son mujeres.
La producción debió alcanzar cierta relevancia porque en el Correo Mercantil de España y sus Indias, n.º 22  de diciembre de 1793 aparece escrito: "Los de Armallones Huerta-Pelayo, Valtablado del Rio y Carrascosa de la Sierra, corren por la península con su agua-rás y pez frecuentando particularmente los Puertos de Cartagena, y de Cádiz, donde logran despacho ventajoso".
A mediados del siglo XIX, el lugar contaba con una población censada de 378 habitantes. La localidad aparece descrita en el segundo volumen del Diccionario geográfico-estadístico-histórico de España y sus posesiones de Ultramar de Pascual Madoz de la siguiente manera:

ARMALLONES: v. con ayunt. de la prov. y adm. de rent. de Guadalajara (14 leg.), part. jud. de Cifuentes (5), aud. terr. y c. g. de Madrid (24), dióc. de Cuenca (12): sit. a la falda de un cerro, mirando al N., rodeado de montes de pino y otros arbustos, la combaten lodos los vientos, y con mas particularidad los del N. y E., manteniendo un clima frio, y se padecen gastro-enteritis y pleuresias : tiene 61 casas de 6 á 7 varas de altura medianamente construidas, pero de mala distribucion y escasa comodidad, que forman 1 plaza cuadrada y varias calles irregulares, mal empedradas é incómodas: la casa de ayunt. fué incendiada por los franceses, y en su defecto sirve el edificio del pósito que también se destina á cárcel; hay escuela de primeras letras á cargo del sacristan, que percibe una corta retribucion en grano, y ademas la proporcional de los 35 niños de ambos sexos que concurren, que pagan sus familias; igl. parr. dedicada á la Natividad de Ntra. Sra., á la que es aneja la de Huerta-Pelayo, con curato perpetuo de provision ordinaria en concurso general: para el uso de los vec. hay 1 pozo de buenas aunque escasas aguas, y en un altito á 300 pasos del pueblo está el cementerio que no perjudica á la salubridad pública. Confina el térm. por N. con los de Huerta-Hernando y Buenafuente, de los que lo divide el r. Tajo; E. Huerta-Pelayo y Zaorejas; S. Villanueva de Alcoron y el Recuenco, y O. Arbeteta y Valtablado del Rio, todos á dist. de 1 á 1 1/2 leg., y comprende muchos bosques de pinar que llegan basta las mismas casas, montes de chaparro, sabina y mata baja: el terreno es quebrado formando cord. aisladas de inferior calidad, y de secano, solo una corta porcion de vega que existe á la inmediacion del pueblo, puede decirse de segunda clase; formando el lim. N. pasa el r. Tajo en dirección de E. á O. con cauce bastante profundo, sin embargo de lo cual, se lo sacan algunas aguas para dar movimiento á 1 molino harinero que hay á su inmediacion: los caminos son de herradura en mal estado: se recibe el corre en el Recuenco cada 8 días: prod. trigo, cebada, avena, guisantes y miel, cogiéndose también algunas judias y garbanzos en el sitio do las Hortezuelas; se mantienen 2,300 cab. de ganado lanar y cabrio, 45 mulas de labor, 70 reses de vacuno, 25 caballerias menores, y se cria abundante caza de todas clases, alguna trucha, anguilas, barbos y otros peces en el r.: ind. el mantenimiento de colmenas, y fáb. de pez, agua-rás y trementina, en cuya esportacion y de la miel se emplean algunos vec. y forasteros, en lo cual consiste su comercio: pobl. 84 vec., 378 alm.: cap. prod. 1.188,800 rs.: imp. 107,000 rs.: contr. 5.725 rs 12 mrs.; por culto y clero 1,574 rs.: presupuesto municipal 1,500, del que se pagan 500 al secretario y se cubre con el fondo de propios consistente en los pastos de invierno de la deh. boyal, 1 horno, y el déficit por repartimiento vecinal.
(Madoz, 1845, p. 571)

Armallones se presenta como pueblo en dos exposiciones universales: 1873 Exposición Universal de Viena: pez blanca y negra, incienso, agua-rás y miel virgen; y 1876 Exposición Universal de Filadelfia: pez blanca y negra.[cita requerida]

## Demografía
Armallones cuenta con una población de 54 habitantes (INE 2024).
| Gráfica de evolución demográfica de Armallones entre 1842 y 2021                                                    |
| |
| Población de derecho según los censos de población del INE Población de hecho según los censos de población del INE |

## Patrimonio
Tiene una iglesia de arte  románico, Nuestra Señora de la Natividad, en la que destaca su capilla con un bello artesonado mudéjar.

## Símbolos
La descripción textual del escudo, aprobado el 1 de marzo de 2002 es la siguiente:

Escudo: de plata, un árbol de su color. El escudo de timbre con la corona real de España.
Diario Oficial de Castilla-La Mancha nº 30 de 11 de marzo de 2002